# Hoplojana
Hoplojana is een geslacht van vlinders van de familie Eupterotidae, uit de onderfamilie Janinae.

## Soorten
- H. abyssinica Rothschild, 1917
- H. anaemica Hampson, 1910
- H. distincta Rothschild, 1917
- H. indecisa Aurivillius, 1901
- H. insignifica Rothschild, 1917
- H. nigrorufa Berger, 1980
- H. overlaeti Berger, 1980
- H. purpurata Wichgraf, 1920
- H. rhodoptera Gerstaecker, 1871
- H. roseobrunnea Rothschild, 1917
- H. soricis Rothschild, 1917
- H. tripunctata Aurivillius, 1897
- H. watsoni (Berger, 1980)
- H. zernyi Gschwandner., 1923